# Insieme per davvero
Insieme per davvero (Together Together) è un film del 2021 diretto da Nikole Beckwith.
Il film è una commedia americana con protagonisti Ed Helms, Patti Harrison, Tig Notaro, Julio Torres e Anna Konkle.
Il film è stato presentato in anteprima mondiale al Sundance Film Festival il 31 gennaio 2021 ed è stato distribuito il 23 aprile 2021 da Bleecker Street.

## Distribuzione
Il film è stato presentato in anteprima mondiale nella sezione U.S. Dramatic Competition del Sundance Film Festival il 31 gennaio 2021. In precedenza, Bleecker Street ha acquisito i diritti di distribuzione negli Stati Uniti, mentre Sony Pictures Worldwide Acquisitions ha acquisito i diritti di distribuzione internazionale. Ha avuto una distribuzione limitata il 23 aprile 2021, seguita dalla distribuzione on demand l'11 maggio 2021.

## Accoglienza

### Incassi
Negli Stati Uniti, il film esce insieme a Mortal Kombat debuttando al botteghino nell'apertura di venerdì con $ 182.712, arrivando ad un totale di 1,4 milioni di dollari.

### Critica
Sul sito web dell'aggregatore di recensioni Rotten Tomatoes, il film ha un indice di gradimento del 91% basato su 142 recensioni, con una valutazione media di 7,2/10. Il consenso della critica del sito recita: "Together Together esplora l'amore e la genitorialità da angolazioni inaspettate, catturando un ampio spettro di emozioni attraverso le esibizioni da protagonista di Patti Harrison e Ed Helms". Su Metacritic, il film ha un punteggio medio ponderato di 70 su 100, basato su 27 critici, indicando "recensioni generalmente favorevoli".